# 章仇太翼
章仇太翼（?—?），后来改名卢太翼，字协昭，隋朝河间人。
卢太翼本姓章仇氏。七岁就学，一天背诵数千字，州里号称神童。长大后，闲居悟道，不追求名利。博览群书，包括佛道，都得其精微。非常善于占候算历之术。隐居在白鹿山，几年后迁居林虑山茱萸涧。请求接受学业的人从远处而来，开始没有拒绝，后害怕麻烦，逃到五台山。当地多药物，与弟子数人在岩下结庐，潇洒隔绝世俗，以为可以练成神仙。皇太子杨勇听说後征召他，章仇太翼知太子必不能即位，对亲友说：“我被逼迫而来，不知归宿在哪里！”太子被废，瀛州术士章仇太翼与车骑将军榆林人阎毗、东郡公崔君绰、游骑尉沈福宝，特赦免死，各受杖刑一百，配为官奴。很久以后，被释放。其后眼瞎了，用手摸书而知其字。仁寿四年（604年），隋文帝要去仁寿宫避暑，术士章仇太翼竭力劝说，文帝不听。章仇太翼说：“这次出行恐怕主上回不来了！”文帝勃然大怒，将章仇太翼投入长安的监狱，准备回来杀掉他。三月二十七日，文帝驾临仁寿宫。四月，文帝感到身体不适。七月初十，文帝病重，他躺在床上和文武百官诀别，命太子杨广赦免章仇太翼：“章仇太翼，不是常人，前后言事，未尝不言中。我来的时候他就说回不来了，果真至此，你应该释放他。”。七月十三日，文帝在大宝殿驾崩。隋炀帝即位，汉王杨谅造反，隋炀帝问章仇太翼。章仇太翼回答：“上稽玄象，下参人事，杨谅能做什么？”不久，杨谅兵败。章仇太翼对炀帝说：“陛下属木命，雍州是克木之冲，不可长久居住，谶语也说：‘修治洛阳还晋家。’”炀帝听后深以为然。隋炀帝曾经从容谈到天下氏族，对章仇太翼说：“卿姓章仇，四岳之胄，与卢姓同源。”于是赐姓为卢氏。大业九年（613年），卢太翼从隋炀帝至辽东，对隋炀帝说：“黎阳有兵气。”数日后杨玄感造反的消息来了，炀帝很惊奇，多次加以赏赐。章仇太翼所说天文之事，不可胜数，关乎秘密，外间不得而知。数年后，在洛阳去世。

## 延伸阅读
[在维基数据编辑]
 《北史·卷089》，出自李延壽《北史》
 《隋書·卷78》，出自魏徵《隋书》